# Chodzież
Chodzież [ˈxɔdzʲɛʃ] (deutsch bis 1878 Chodziesen und Kodschesen, von 1878 bis 1919
Colmar, von 1939 bis 1941 vorläufig Kolmar in Posen und seit dem 21. Mai 1941 Kolmar (Wartheland)) ist eine Kleinstadt in Polens Woiwodschaft Großpolen.

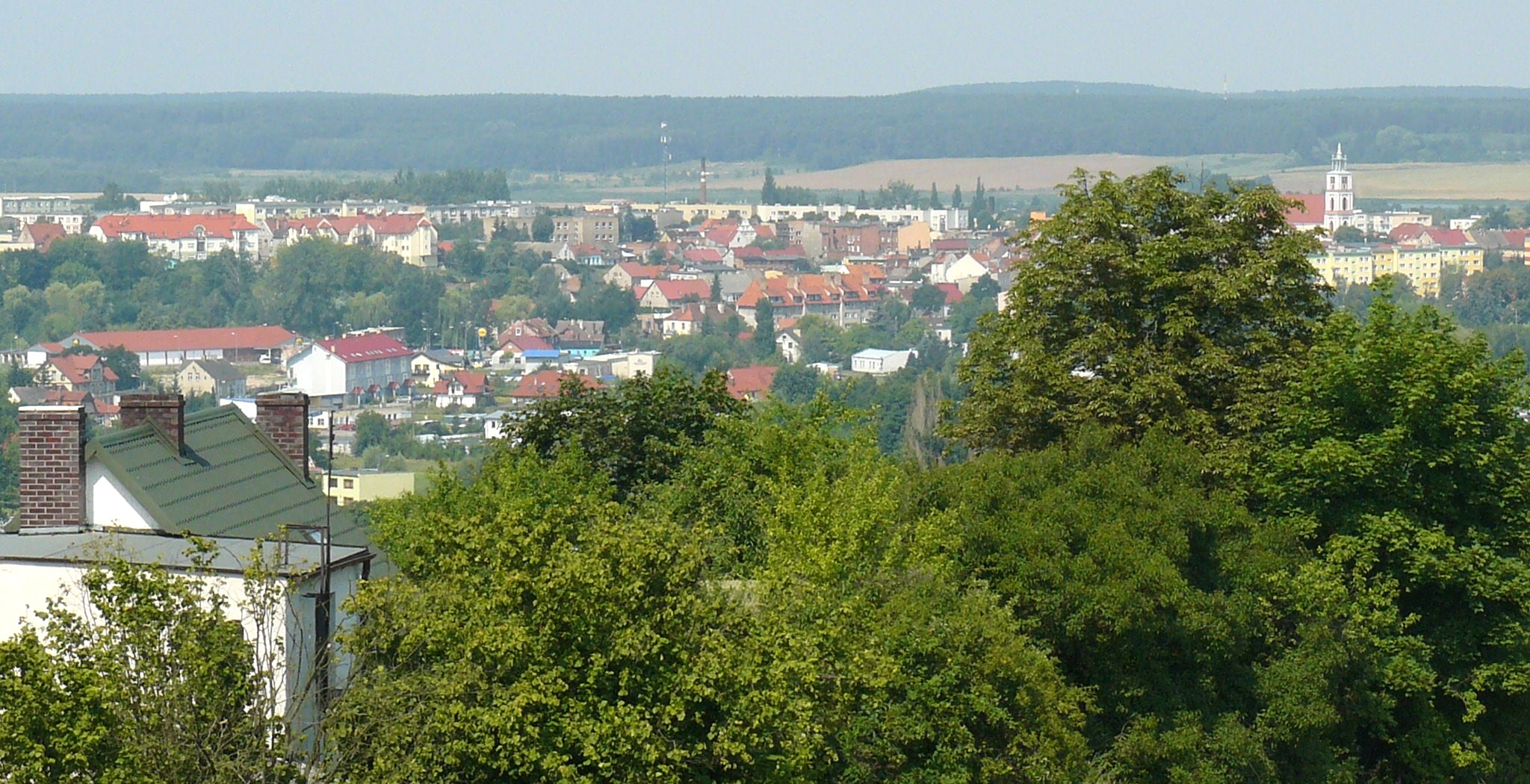
Stadtpanorama (2012)

Stadtpanorama (1930er Jahre)

## Geographische Lage

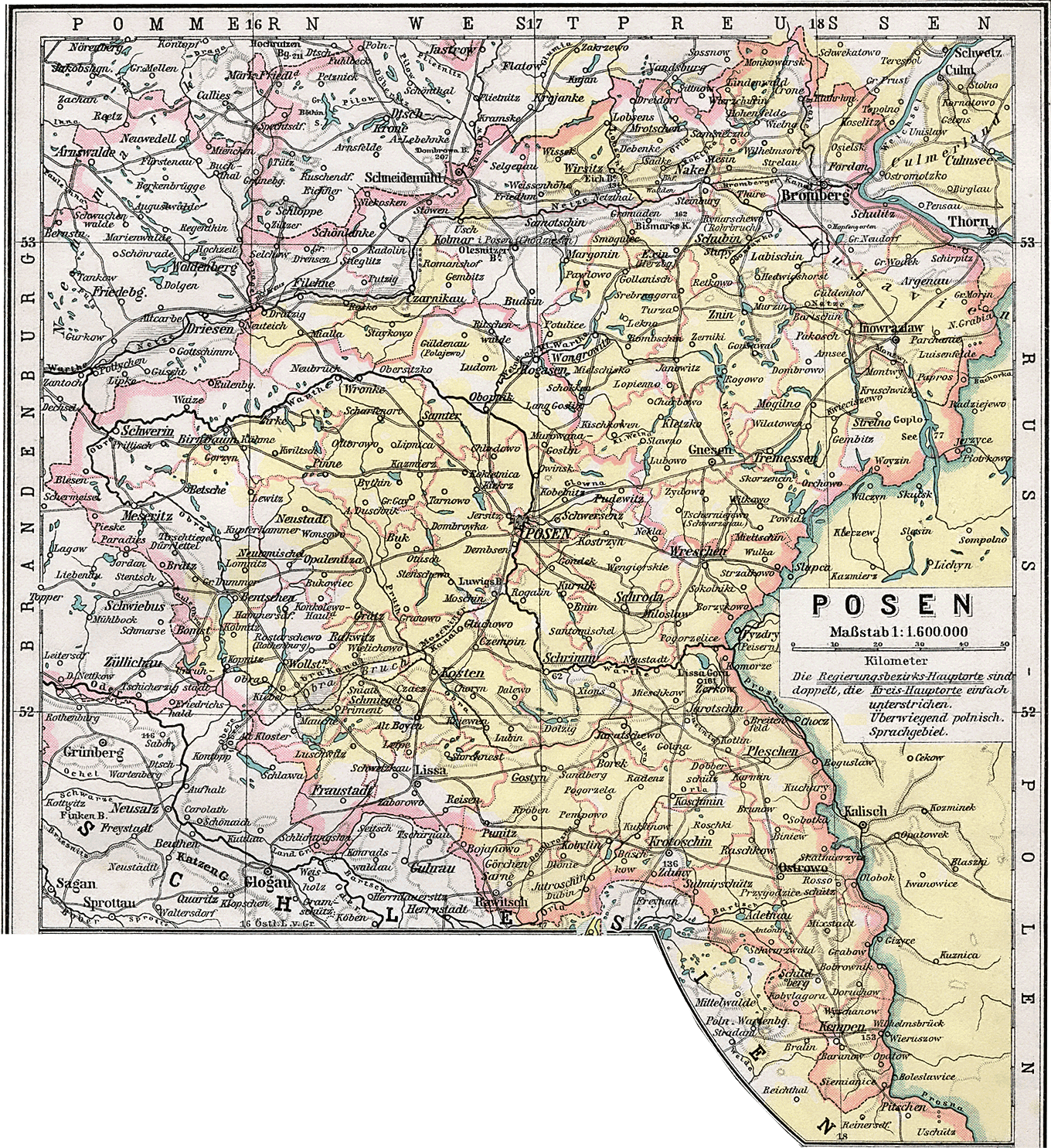
Kolmar i. Posen (Chodziesen) nördlich der Stadt Posen und südwestlich der Stadt Schneidemühl auf einer Landkarte der Provinz Posen von 1905 (gelb markierte Flächen kennzeichnen Gebiete mit seinerzeit mehrheitlich polnischsprachiger Bevölkerung)

Die Stadt liegt in der historischen Region Posen in der Chodzieskie-Seenplatte (Kolmarer Seenplatte), einer hügeligen, waldreichen Moränenlandschaft, auf einer Höhe von 63 m über dem Meeresspiegel, etwa 70 km nördlich der Stadt Posen (Poznań).
Innerhalb der Stadtgrenzen befinden sich drei Seen: Miejskie (Rattaier See, 104 ha), Karczewnik (Warower See, 34 ha) und Strzeleckie (Schützensee, 18 ha).

## Geschichte
Das Dorf Chodzież wurde 1409 zum ersten Mal urkundlich erwähnt. 1434 erhielt es das Stadtrecht, und erste Handwerker, besonders Weber, Färber und Tuchmacher, siedelten sich an. Im Jahr 1458 war die Stadt noch klein: sie hatte dem Heer nur zwei Krieger zu stellen.
Verursacht durch den Schwedisch-Polnischen Krieg, in dem sich die Bürger der Stadt 1656 tapfer gegen die Schweden verteidigt haben sollen, kam es zu einer zweiten, größeren Einwanderungswelle von Handwerkern; Chodzież wurde um die westliche Neustadt erweitert. Im 18. Jahrhundert gehörte die Stadt der Familie Grudziński, die in ihr ein Schloss besaß. Das Schloss verfiel allmählich, nachdem sich die Familie in einigen Kilometern Entfernung auf ihrem Vorwerk ein neues Schloss als ständigen Wohnsitz erbaut hatte.
Bei der Ersten Teilung Polens fiel die Stadt 1773 an Preußen. Im 19. Jahrhundert war der von Zacha auf Strelitz Besitzer der Stadt. 1818 wurde Chodziesen Verwaltungssitz des Landkreises Chodziesen. In der Stadt gab es eine evangelische Kirche, eine katholische Kirche und eine Synagoge. Während der polnischen Erhebung in Posen im Frühjahr 1848 nahmen die Stadtvertreter Chodziesens an der Volksversammlung am 8. April in Schneidemühl teil und solidarisierten sich mit der Stadt Bromberg.
Im Jahr 1879 wurde die Eisenbahnlinie Posen–Colmar–Schneidemühl eröffnet, für deren Bau sich besonders der Landrat Axel von Colmar eingesetzt hatte. Bereits 1878 wurde die Stadt Chodziesen ihm zu Ehren in Kolmar in Posen umbenannt.
Im Schloss von Chodziesen, das Anfang des 19. Jahrhunderts von den Grundherren aufgegeben worden war, wurde, nachdem es vorübergehend als Brauerei gedient hatte, 1852 eine Steingutfabrik eingerichtet. 1897 kam eine Porzellanfabrik mit zeitweise 2000 Mitarbeitern hinzu, die noch heute existiert. Chodzieżer Porzellan ist in ganz Polen bekannt.
Im Zuge der Novemberrevolution bildeten sich 1918 in der Provinz Posen polnische sowie deutsche Volks- und Soldatenräte und polnische Truppenverbände. Es kam zum bewaffneten Posener Aufstand, bei dem am 8. Januar 1919 Kolmar von polnischen Truppen besetzt wurde. Nach Verhandlungen zogen sich diese noch in derselben Nacht wieder zurück; die Stadt wurde neutral, bis am 3. Februar deutsche Truppen einmarschierten. Aufgrund der Bestimmungen des Versailler Vertrags kam Kolmar 1920 an den polnischen Staat und hieß von da an offiziell wieder Chodzież.
Bei Beginn des Zweiten Weltkriegs besetzte 1939 die deutsche Wehrmacht Chodzież. Die Stadt erhielt den deutschen Namen zurück und wurde Kreisstadt im Kreis Kolmar in Posen im Reichsgau Posen. Von 1940 bis 1945 war Kolmar Kreisstadt des Landkreises Kolmar (Wartheland) im Reichsgau Wartheland. Infolge der Weichsel-Oder-Operation erhielt Polen Ende Januar 1945 die Stadt zurück. Soweit die Angehörigen der deutschen Minderheit nicht vor der näherrückenden Roten Armee geflohen waren, wurden sie in der Folgezeit vertrieben. 

## Demographie
| Jahr | Einwohnerzahl | Anmerkungen |
| ---- | ------------- | --- |
| 1783 | 0651          | in 257 Häusern (größtenteils Holzhäuser mit Stroh- oder Schindeldächern), ohne die Garnison, darunter 365 Juden                                                                                            |
| 1788 | 1528          | darunter 279 Juden |
| 1802 | 2593          | [ 9 ] |
| 1806 | 2397          | [ 3 ] [ 9 ] |
| 1816 | 2029          | darunter 724 Juden, 672 Evangelische. 633 Katholiken; nach anderen Angaben 2455 Einwohner, davon 785 Evangelische, 804 Katholiken, 866 Juden                                                               |
| 1821 | 2441          | in 292 Privatwohnhäusern |
| 1826 | 2600          | in 290 Privatwohnhäusern, darunter 1000 Juden |
| 1837 | 2925          | [ 3 ] |
| 1861 | 2285          | [ 3 ] [ 3 ] |
| 1867 | 3125          | am 3. Dezember |
| 1871 | 3092          | darunter 1310 Evangelische, 920 Katholiken, 870 Juden (580 Polen); nach anderen Angaben 3092 Einwohner, darunter 1274 Evangelische, 1020 Katholiken, drei sonstige Christen, 795 Juden                     |
| 1875 | 2919          | [ 13 ] |
| 1880 | 3146          | [ 13 ] |
| 1900 | 5025          | [ 14 ] |
| 1905 | 5020          | meist Katholiken |
| 1910 | 7162          | am 1. Dezember, davon 5966 mit deutscher Muttersprache (3965 Evangelische, 1767 Katholiken, 24 sonstige Christen und 240 Juden) und 1047 mit polnischer Muttersprache (vier Evangelische, 1043 Katholiken) |

| Jahr | Einwohner | Anmerkungen |
| ---- | --------- | ----------- |
| 2014 | 19.34     |             |
| 2019 | 18.602    | im Juni     |

## Sehenswürdigkeiten
- Die St.-Florians-Kirche mit separatem Glockenturm wurde 1755 im spätbarocken Stil unter Verwendung der gotischen Mauern eines zuvor abgebrannten Baus aus dem 13. Jahrhundert errichtet.
- Neugotische Friedhofskapelle der evangelischen Gemeinde
- Gebäude des Bezirksgerichts, erbaut 1905

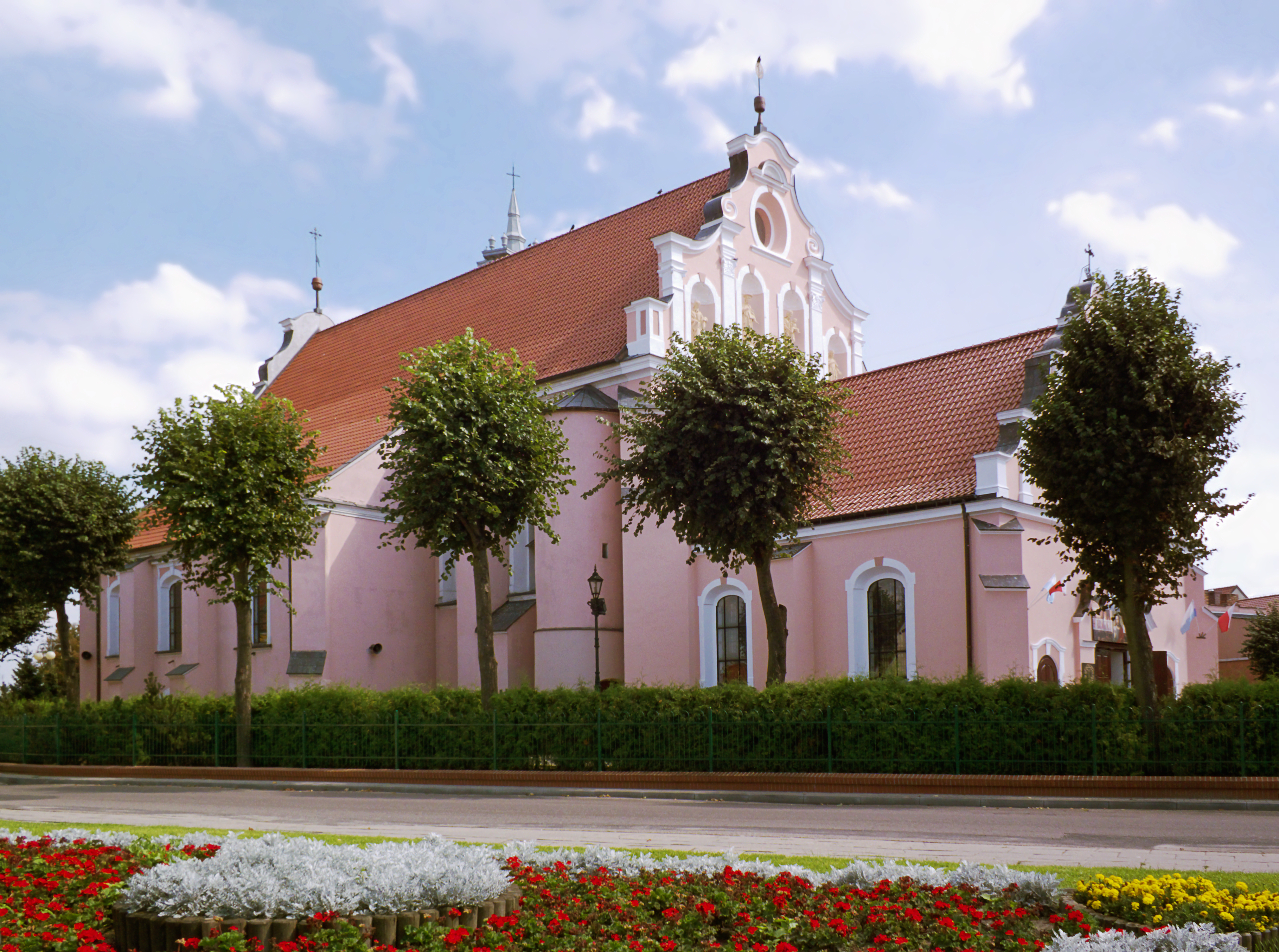
St.-Florians-Kirche
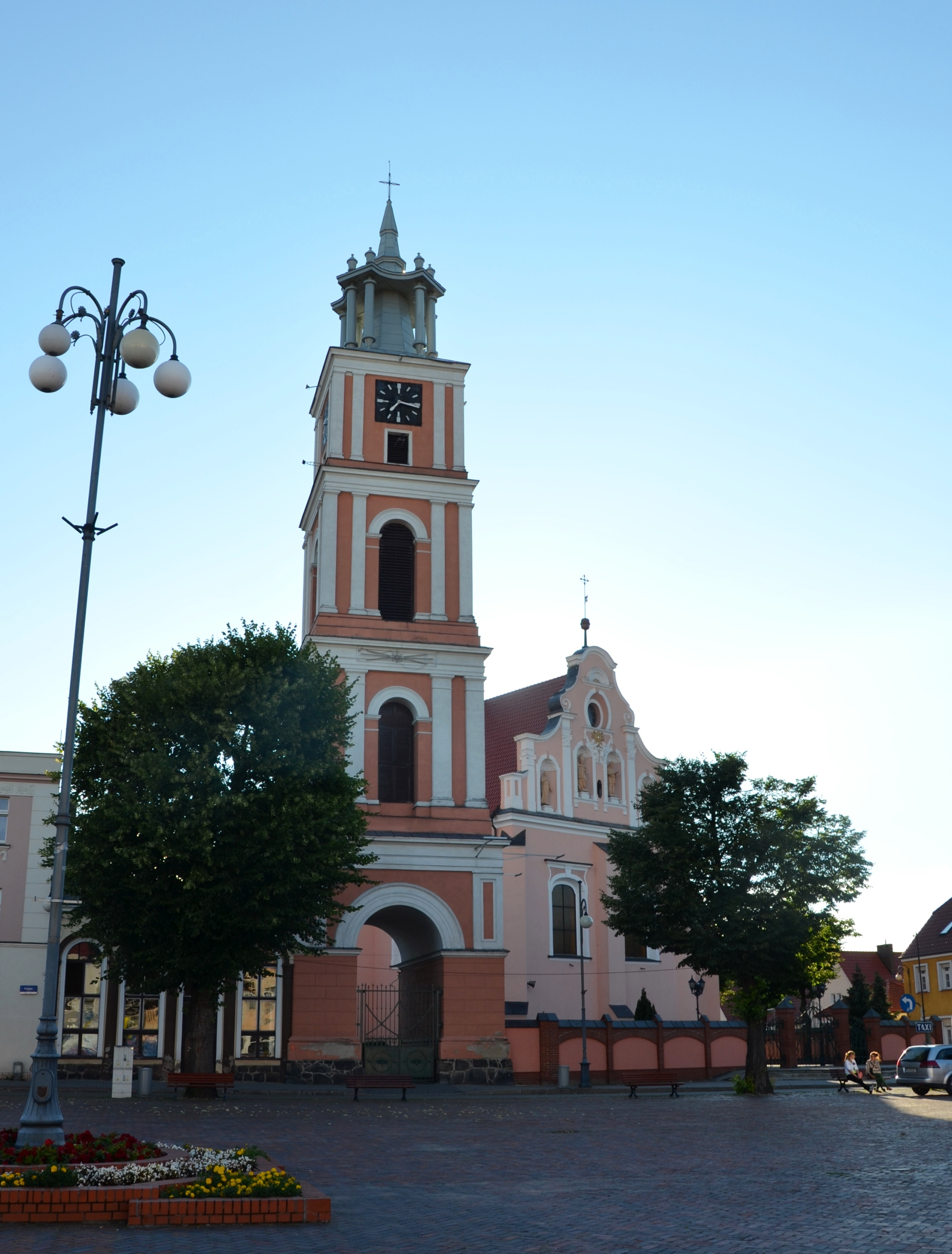
Glockenturm der Florianskirche
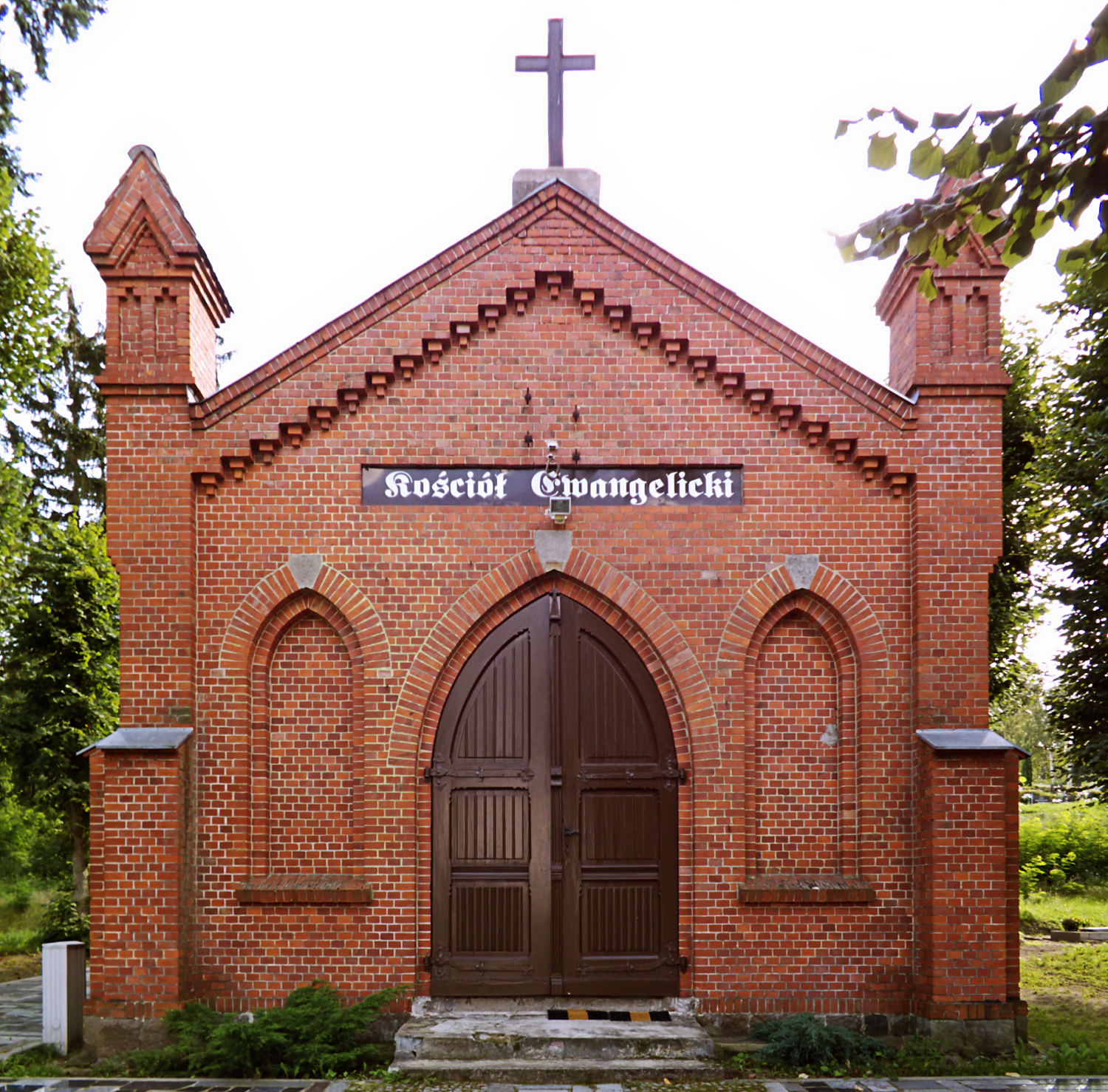
Evangelische Kapelle
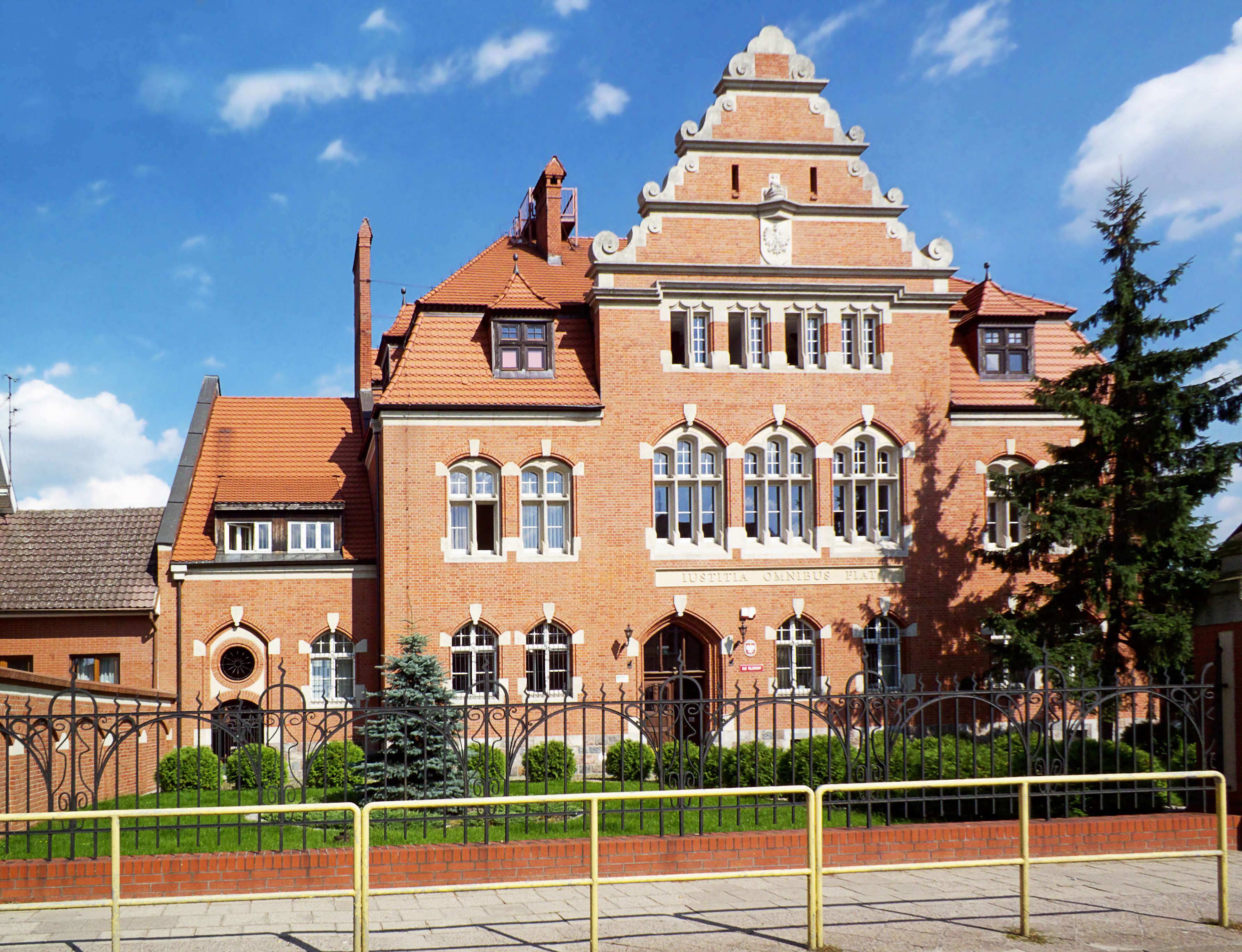
Bezirksgericht
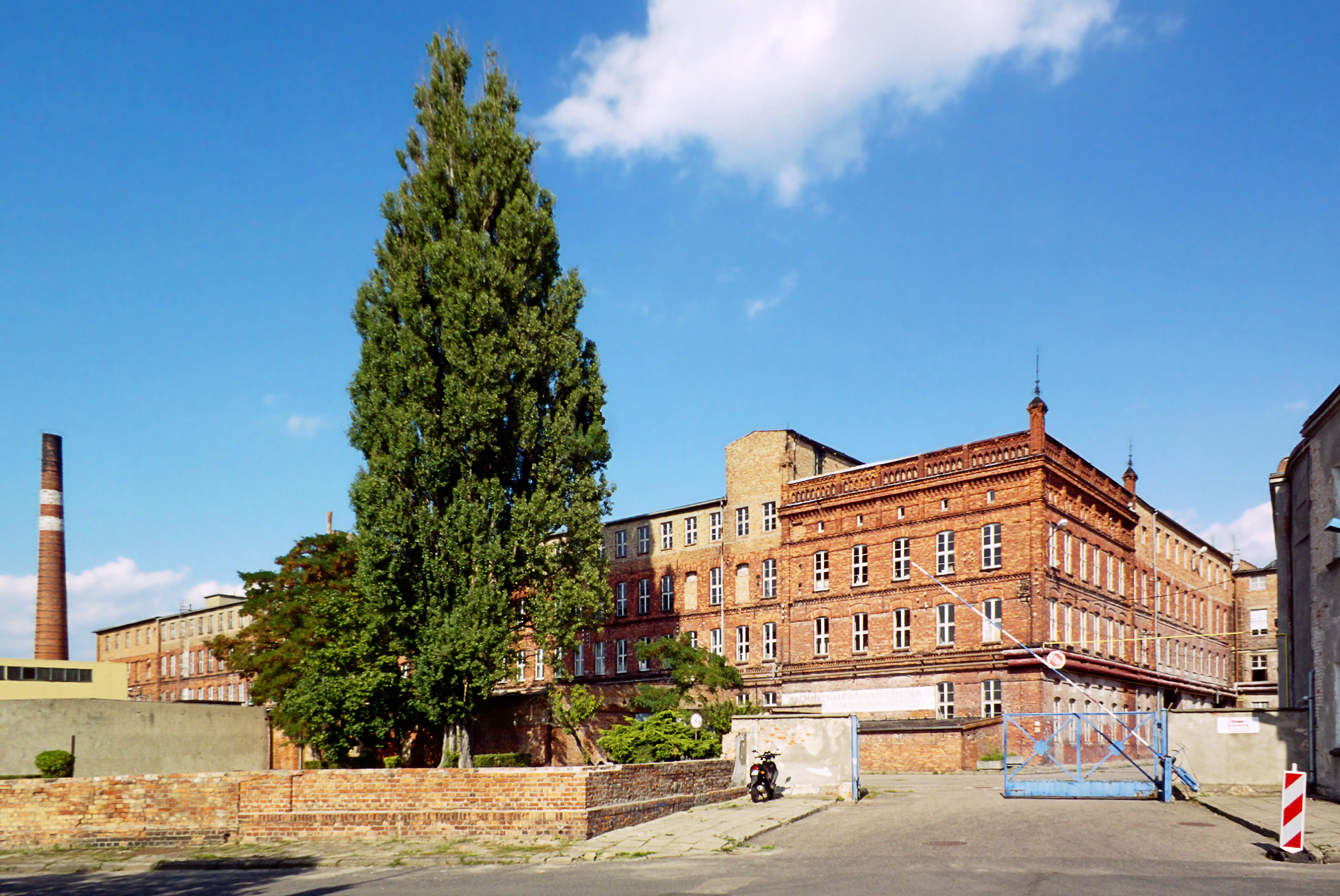
Porzellanfabrik

## Städtepartnerschaften
Seit 1992 ist Chodzież Partnerstadt von Nottuln in Nordrhein-Westfalen.

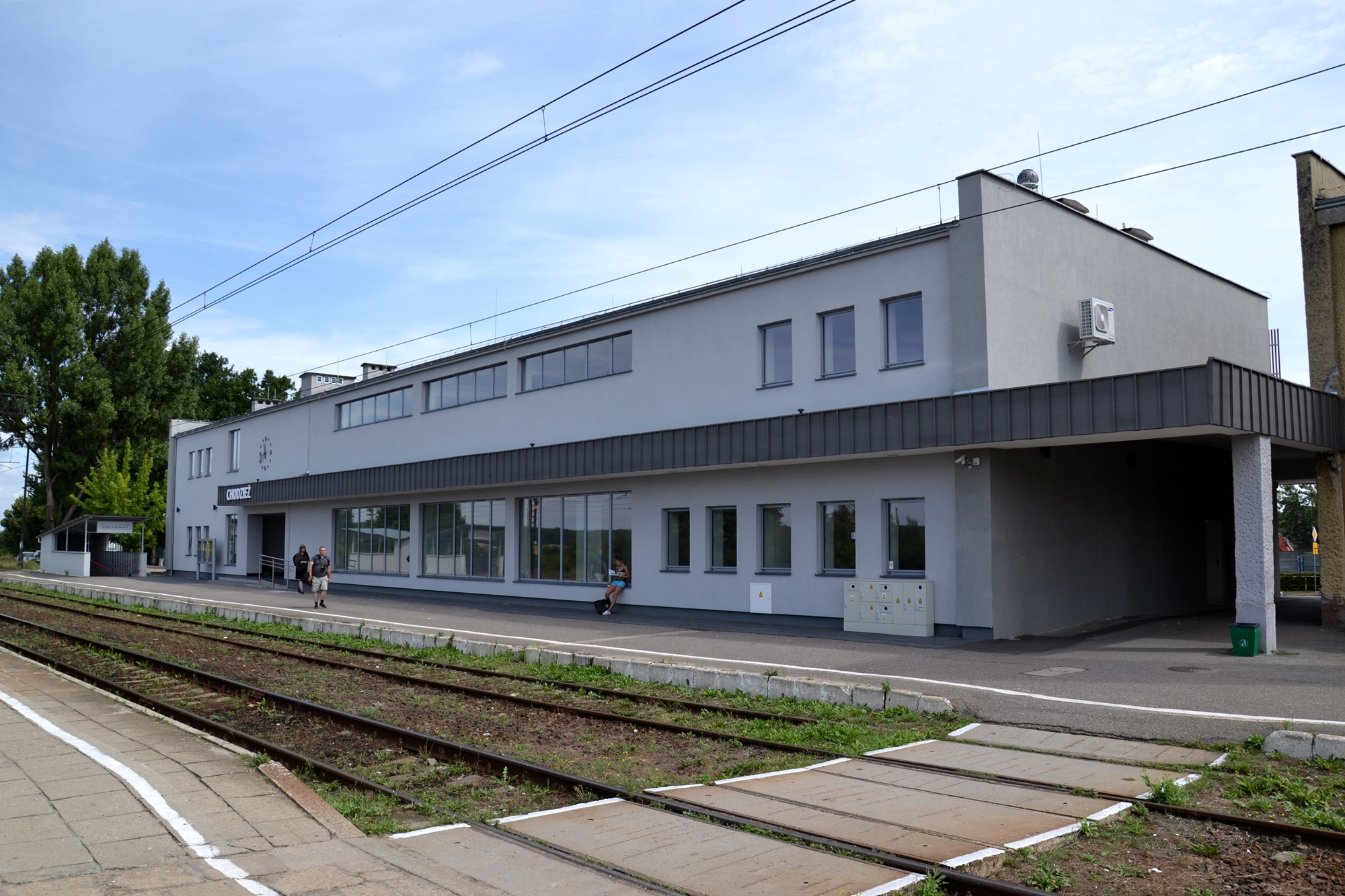
Bahnhof Chodzież

## Verkehr
Chodzież hat einen Bahnhof an der Bahnstrecke Poznań–Piła (weiterer Halt in Milcz). Früher begann hier außerdem die Bahnstrecke Gołańcz–Chodzież.

## Gmina
Chodzież ist Sitz der Landgemeinde Chodzież, zu der die Stadt selbst nicht gehört.

## Persönlichkeiten
- Dagobert Friedlaender (1826–1904), Bankier
- Adolf von Oven (1855–1937), preußischer General der Infanterie
- Georg Johow (1862–1945), Generalleutnant
- Albert Zander (1864–1897), Ingenieur, Fotograf und Unternehmer
- Richard von Kehler (1866–1943), deutscher Luftschiffpionier, Militär, Ballonfahrer und Unternehmer
- Max Baginski (1891–1964), Unternehmer, Erfinder und Werbefachmann
- Käthe Korth (1902–1982), Schriftstellerin
- Horst-Günther Güttner (1912–1983), Pathologe
- Adam Harasiewicz (* 1932), polnischer Pianist
- Wilfriede Hoffmann (1932–2010), deutsche Leichtathletin
- Hagen Kluck (* 1943), deutscher Journalist und Politiker (FDP)